# Euryoryzomys emmonsae
Euryoryzomys emmonsae és una espècie de mamífer rosegador del gènere Euryoryzomys i la família dels cricètids. Viu a la part brasilera de la conca de l'Amazones. Fou descrit el 1998 després de ser identificat incorrectament com a E. macconnelli i E. nitidus. El seu hàbitat natural és la selva. Pot ser que es tracti d'un animal arborícola que s'enfila als arbres, però també es mou per terra. La seva distribució és una zona petita situada al sud del riu Amazones, a l'estat de Pará. Es creu que en aquesta regió no hi ha cap altre rosegador muroïdeu que tingui la mateixa distribució.